# Атомні кристали
Атомні кристали — кристали, в яких атоми зв'язані нескінченною послідовністю ковалентних зв'язків. Характеризуються великою твердістю, температурою плавлення, низькою пластичністю та значною просторовою анізотропією властивостей.